# Roi Martinz do Casal
Roi Martinz do Casal (fl. XII-XIII secolo) è stato un trovatore portoghese, attivo tra la fine del XIII e il primo terzo del XIV secolo.
È autore di sei composizioni poetiche: tre cantigas de amor e tre cantigas de amigo, delle quali fu un innovatore delle loro strutture metriche. 